# Pyrgomantis runifera
Pyrgomantis runifera är en bönsyrseart som beskrevs av Max Beier 1957. Pyrgomantis runifera ingår i släktet Pyrgomantis och familjen Tarachodidae. Inga underarter finns listade i Catalogue of Life.